# Zamioro
Zamioro est une localité située dans le département de Ouahigouya de la province du Yatenga dans la région Nord au Burkina Faso.

## Géographie
Zamioro se trouve à 12 km au nord-ouest du centre de Ouahigouya, le chef-lieu de la province, à 2 km au nord-est de Roba, et à 3 km au nord de la route nationale 2.

## Santé et éducation
Le centre de soins le plus proche de Zamioro est le centre de santé et de promotion sociale (CSPS) de Roba tandis que le centre hospitalier régional (CHR) de la province se trouve à Ouahigouya.